# Geschichte St. Lucias

Reliefkarte der Insel

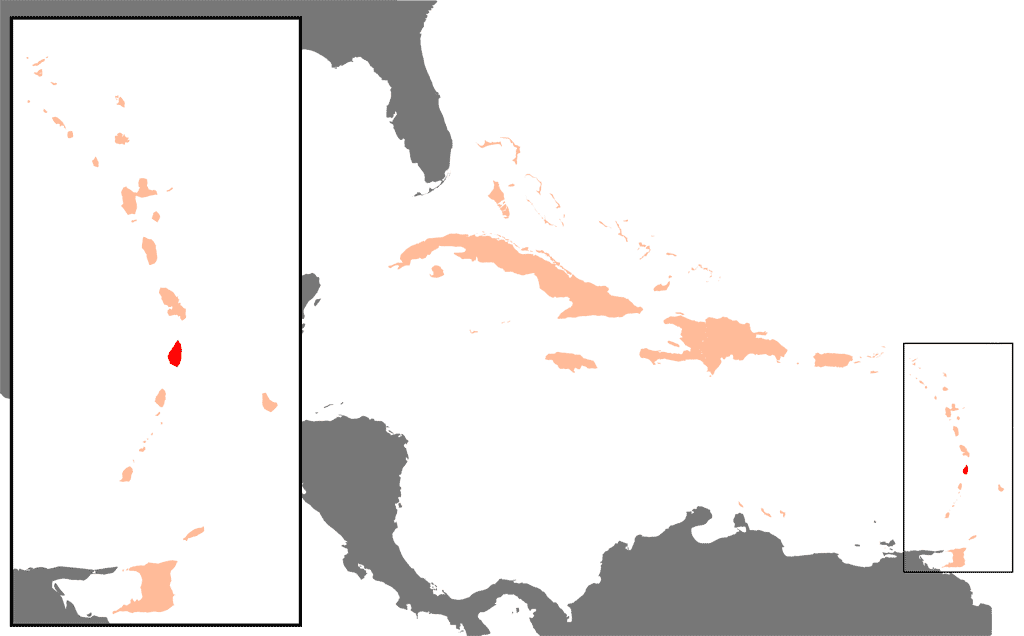
Lage St. Lucias innerhalb der Karibik

Die Geschichte St. Lucias umfasst die Entwicklungen auf dem Gebiet des Inselstaates St. Lucia von der Urgeschichte bis zur Gegenwart. Die Karibikinsel St. Lucia ist seit 1979 ein unabhängiger Staat.

## Vorkoloniale Zeit

### Einwanderung der Arawak (ca. 200–400)
Die ersten bekannten Einwohner der Insel waren die indianischen Arawak, die wahrscheinlich um 200–400 n. Chr. aus Südamerika einwanderten. Etliche archäologische Funde belegen den hohen Entwicklungsstand der Töpferei der damaligen Inselbewohner. Es gibt Gründe zu der Annahme, dass die Arawak die Insel Iouanalao, nannten, was so viel wie „Land der Leguane“ bedeutet. Leguane gibt es auf St. Lucia in großer Zahl.

### Verdrängung der Arawak durch Kariben (ca. 800–1000)
In der Zeit von 800 bis 1000 n. Chr. verdrängten allmählich Kariben die Arawak. Die Neueinwanderer nannten die Insel Hiwanarau und später Hewanorra. Hiervon leitet sich der Name Hewanorra International Airport des Flughafens von Vieux Fort ab. Die Kariben hatten eine komplexe Gesellschaftsform mit erblichem Königtum und Schamanen. Ihre Kriegskanus fassten mehr als 100 Männer und waren schnell genug, ein Segelschiff einzuholen. Ihre Wildheit im Krieg sollte spätere europäische Invasoren das Fürchten lehren.

## Kolonialzeit (16. bis 20. Jahrhundert)
1492 oder 1502 während der frühen spanischen Erkundungsfahrten in der Karibik landeten erstmals Europäer auf St. Lucia und beanspruchten sie für Spanien. Im 17. Jahrhundert versuchten sowohl Niederländer und Engländer als auch Franzosen Handelsposten auf der Insel zu errichten, trafen jedoch auf den entschiedenen Widerstand der Kariben, deren Land sie dafür besetzen wollten.

### Französisch-britische Rivalität im 17. und 18. Jahrhundert

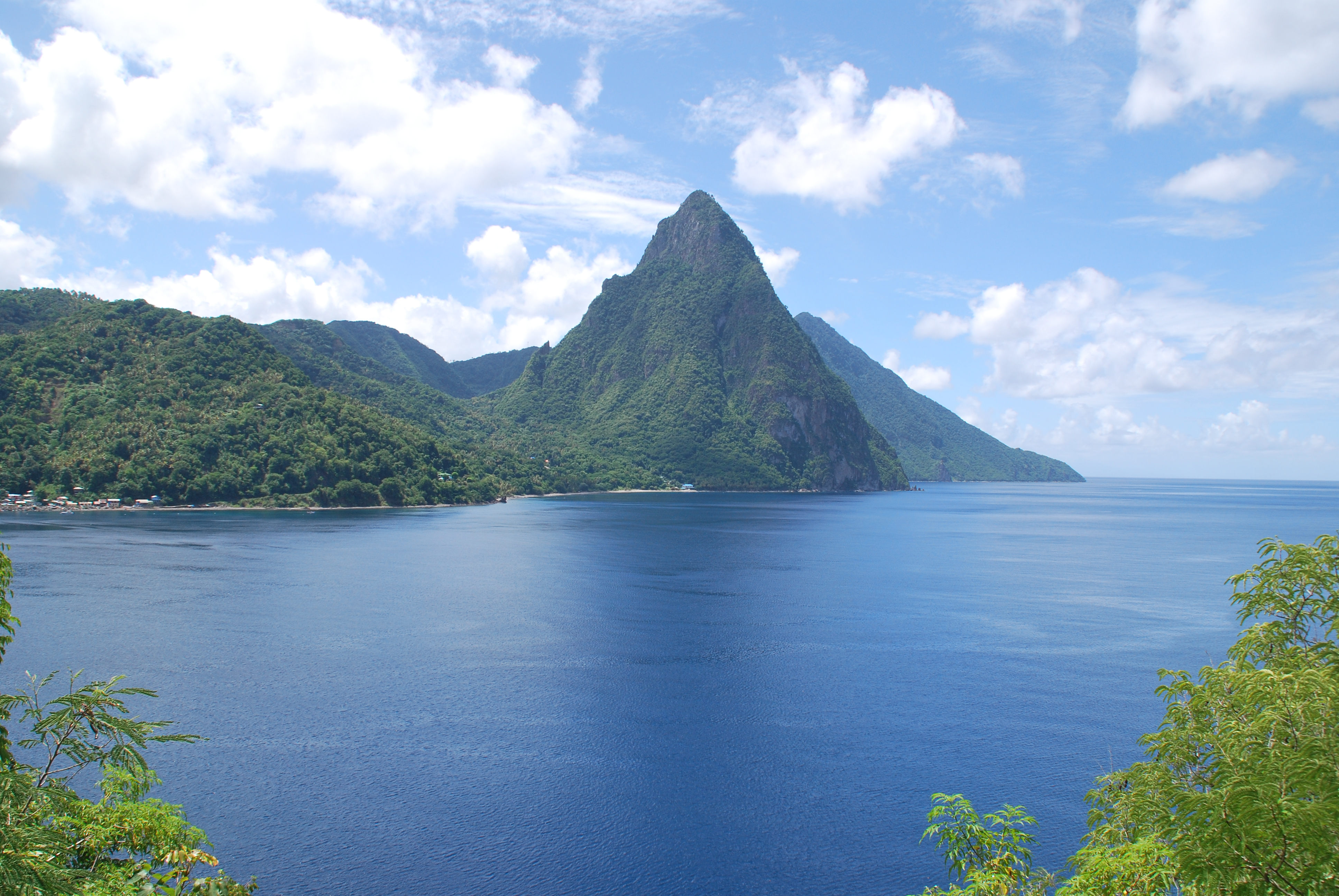
Petit Piton, eines der Wahrzeichen der Insel

Der französische Pirat Francois le Clerc (auch bekannt als Jambe de Bois – „das Holzbein“) suchte St. Lucia in den 1550er Jahren heim. Erst um 1600 errichteten die Niederländer den ersten europäischen Stützpunkt auf der Insel nahe dem heutigen Vieux Fort. Um 1605 kam ein englisches Schiff mit Namen Olive Branch im Sturm vom Kurs nach Guyana ab und die 67 Kolonisten errichteten eine Siedlung auf St. Lucia. Innerhalb von 5 Wochen lebten aufgrund von Krankheiten und Konflikten mit den Kariben nur noch 19 von ihnen, die die Insel wieder verließen.
Die Franzosen beanspruchten die Insel offiziell 1635, die nächste Siedlung wurde jedoch 1639 von Engländern errichtet, allerdings bald von den Kariben wieder ausgelöscht. 1651 kamen Franzosen unter dem Kommando von De Rousselan von der benachbarten Insel Martinique. Sie hielten die Insel drei Jahre bis zum Tode ihres Kommandanten.
1664 beanspruchte Thomas Warner (Sohn des Gouverneurs von St. Kitts) St. Lucia für England. Er brachte 1000 Männer mit, um sie gegen die Franzosen zu verteidigen. Zumeist aufgrund von Krankheiten überlebten nur 89 von ihnen die ersten zwei Jahre. Für die nächsten Jahre war der Besitz der Insel Verhandlungsmasse in verschiedenen Verträgen und wechselte zwischen England und Frankreich hin und her.
| 1635 | Französischer Anspruch, 1651–1654 Siedlung            |
| 1664 | Britische Inanspruchnahme, 1664–1666 Siedlung         |
| 1674 | Französische Kolonie                                  |
| 1723 | Neutrales Gebiet laut britisch-französischem Abkommen |
| 1743 | Französische Kolonie Sainte Lucie                     |
| 1748 | Neutrales Gebiet laut britisch-französischem Abkommen |
| 1756 | Französische Kolonie Sainte Lucie                     |
| 1762 | Britische Besetzung                                   |
| 1763 | Rückgabe an Frankreich                                |
| 1778 | Britische Besetzung                                   |
| 1783 | Rückgabe an Frankreich                                |
| 1798 | Britische Besetzung                                   |
| 1802 | Rückgabe an Frankreich                                |
| 1803 | Britische Kolonie St. Lucia                           |
| 1814 | Bestätigung des britischen Besitzes                   |

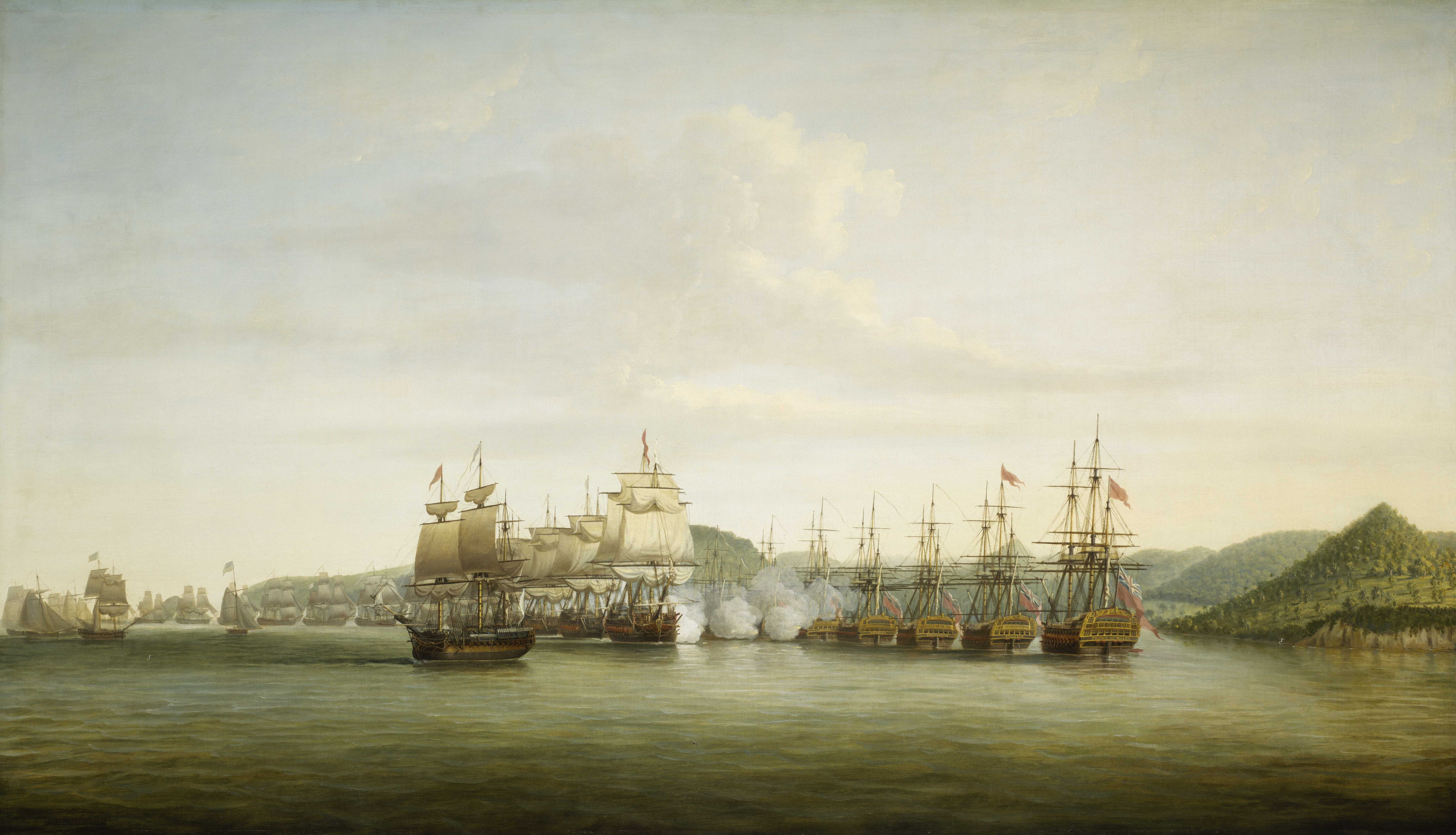
15. Dezember 1778. Die 12 französischen Schiffe des Grafen d’Estaing angesichts der sieben Schiffe des englischen Admirals Barrington.

Sowohl für die Engländer, deren Hauptquartier sich auf der Insel Barbados befand als auch für die Franzosen, deren wichtigster Stützpunkt die Insel Martinique war, wurde St. Lucia mit zunehmender Entwicklung der Zuckerindustrie attraktiver. Durch den Vertrag von Paris 1763 erlangten die Franzosen die Oberhoheit über die Insel und führten 1765 den Plantagenanbau von Zucker ein. Die Kolonisten, die nun auf die Insel kamen, waren zumeist arbeitsverpflichtete Weiße, die einer kleinen Gruppe von reichen Kaufleuten und Adligen dienten.
Am 15. Dezember 1778, während des Amerikanischen Unabhängigkeitskrieges, kam es zwischen französischer und Britischer Flotte zur Schlacht der Heiligen. Dabei schlug Admiral Rodney, dessen Flotte aus dem Hafen von St. Lucia auslief, den französischen Admiral De Grasse. Durch diese Schlacht war die britische Überlegenheit zur See in der Karibik auf lange Zeit abgesichert.
Ende des Jahrhunderts brach in Frankreich die Revolution aus und ein Revolutionstribunal unter Führung von Captain La Crosse wurde nach St. Lucia entsendet. Aber bereits vor dessen Ankunft hatten die Sklaven ihren Herren den Gehorsam verweigert und begonnen, für sich selbst zu arbeiten. La Crosse wollte die Ideen der Revolution auf der Insel durchsetzen und stellte eine Guillotine auf, um Royalisten, also Anhänger des Hauses von Bourbon, zu exekutieren. 1794 erklärte der französische Gouverneur der Insel alle Sklaven St. Lucias für befreit.
Kurz darauf besetzten die von reichen Plantagenbesitzern herbeigerufenen Briten die Insel und führten nach jahrelangen Kämpfen die Sklaverei wieder ein. Die Hauptstadt Castries wurde 1796 im Verlauf dieser Auseinandersetzungen zwischen Briten, ehemaligen Sklaven und Franzosen niedergebrannt.

### Britische Kolonie St. Lucia (ab 1803/14)
Großbritannien triumphierte schließlich 1803. Im Ersten Pariser Frieden vom 30. Mai 1814 fanden sich die Franzosen damit ab und überließen St. Lucia den Briten.
1807 schafften die Briten den Handel mit Sklaven ab, drei Jahre nachdem auf der Insel Hispaniola ehemalige Sklaven in einem blutigen Aufstand, der Haitianischen Revolution, ihre Unabhängigkeit als erste schwarze Republik der Karibik erlangt hatten. Erst 1834 schafften sie die Einrichtung der Sklaverei selbst ab. Aber selbst nach der offiziellen Sklavenbefreiung mussten die Schwarzen – wie an vielen anderen Orten der Karibik auch – eine vierjährige erzwungene „Ausbildungszeit“ durchlaufen, während derer sie weiterhin drei Viertel der Woche für ihre früheren Herren arbeiten mussten. 1838 erlangten 13.348 Sklaven schließlich die volle Freiheit. Als neue Arbeitskräfte für die Plantagen holten die Briten zwischen 1850 und 1883 etwa 4400 Kontraktarbeiter aus Indien nach St. Lucia.
Ebenfalls 1838 wurde St. Lucia verwaltungsmäßig in die britischen Windward Islands eingegliedert, deren Hauptquartier sich auf Barbados befand. 1885 wurde die Hauptstadt nach Grenada verlagert.

### Zunehmende Selbstständigkeit im 20. Jahrhundert
Zunehmende Selbstbestimmung kennzeichnet St. Lucias Geschichte im 20. Jahrhundert. 1924 trat eine Verfassung in Kraft, die der Insel erstmals eine Form repräsentativer Regierung bescherte, allerdings mit einer Minderheit gewählter Mitglieder in einem Gesetzgebenden Rat (Legislative Council), dessen Mitglieder ansonsten ernannt und nicht gewählt waren. Seit den Wahlen zur National Assembly von 1951 galten die Grundsätze des allgemeinen, gleichen, geheimen und direkten Wahlrechts, also auch das Frauenwahlrecht. Das Recht wurde am 13. Oktober 1951 erstmals ausgeübt. Eine Ministerielle Regierung gab es seit 1956.

### Unabhängigkeit

Flagge der Westindischen Föderation

1958 trat St. Lucia der kurzlebigen Westindischen Föderation bei, einem halbautonomen, vom Vereinigten Königreich abhängigen Staatsgebilde, dem ein dutzend britischer Inselkolonien von Grenada bis Jamaika angehörten. Nach dem Zusammenbruch der Föderation aufgrund interner Unstimmigkeiten 1962, gab es einen ähnlich gearteten Versuch mit geringerer Mitgliederzahl und ohne das übermächtige Jamaika, aber auch diese Föderation scheiterte. Daraufhin bildeten das Vereinigte Königreich und die Inseln Grenada, St. Vincent, Dominica, Antigua, St. Kitts und Nevis, Anguilla, und St. Lucia eine neue Form von Kooperation, als „Assoziiertes Staatsgebilde“.
Als mit Großbritanniens assoziierter Staat hatte St. Lucia von 1967 bis 1979 volle innere Selbstverwaltung, während auswärtige Angelegenheiten und Verteidigung Großbritannien überlassen blieben.

## Zeit seit der Unabhängigkeit (ab 1979)

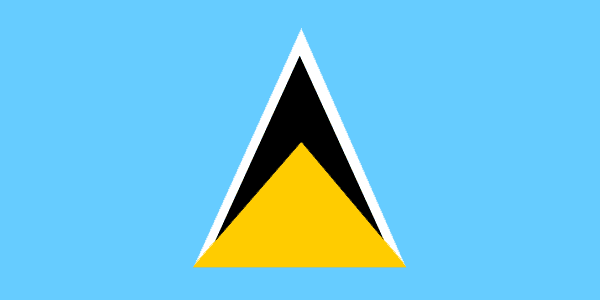
Flagge des unabhängigen St. Lucia

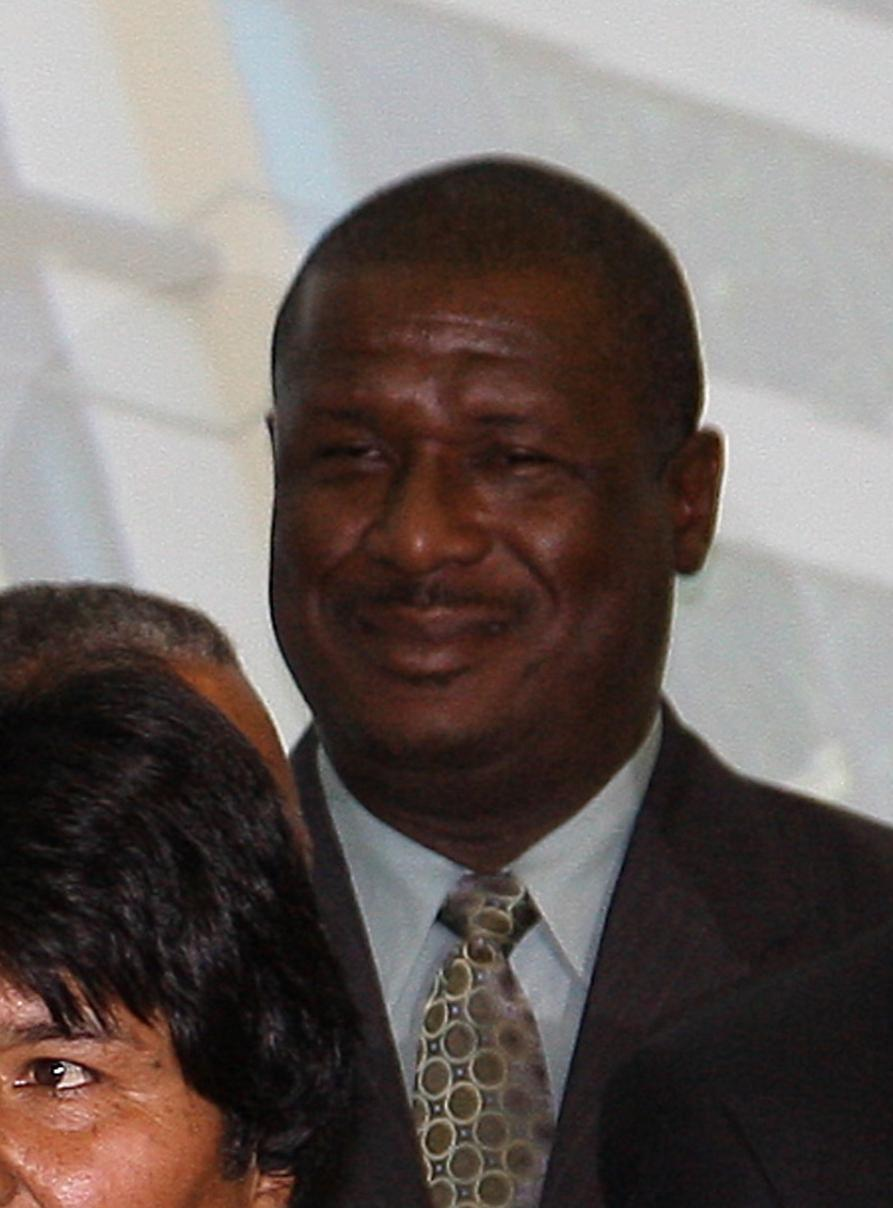
Stephenson King

Am 22. Februar 1979 erhielt St. Lucia die volle Unabhängigkeit. Das aktive und passive Frauenwahlrecht wurde bestätigt.
Der Staat erkennt weiter König Charles III. als formelles Staatsoberhaupt an und ist aktives Mitglied im Commonwealth of Nations. Zur Nationalhymne wurde das Lied Sons and Daughters of St. Lucia erklärt, das bereits seit der Autonomie 1967 als Hymne in Gebrauch war. Vom Jahr der Unabhängigkeit 1979 bis 1982 wurde der neue Staat von der sozialistischen Saint Lucia Labour Party regiert. Ab 1982 regierte die konservativ-liberale Partei United Workers Party mit dem Premierminister John Compton, der das Amt mit Unterbrechungen bis 2006 innehatte. Seit dessen Tod 2007 ist Stephenson King Premierminister der Insel.
St. Lucia kooperiert weiter mit ihren ehemals britischen Nachbarinseln und einigen anderen karibischen Staaten in der Karibischen Gemeinschaft (CARICOM), dessen Vorläufer der Ostkaribischen Gemeinsamen Markt (ECCM) war und der Organisation Ostkaribischer Staaten (OECS). Die Insel ist außerdem Mitglied in der Allianz kleiner Inselstaaten.
1992 erhielt mit Derek Walcott erstmals ein geborener Lucianer einen Nobelpreis, den Nobelpreis für Literatur. Rechnet man den Alfred-Nobel-Gedächtnispreis für Wirtschaftswissenschaften auch zu den Nobelpreisen, dann wurde mit William Arthur Lewis bereits 1979, noch im Jahr der Unabhängigkeit, einem Lucianer ein Nobelpreis verliehen und St. Lucia hätte die zweithöchste Rate an Nobelpreisen pro Einwohnern.